# 棚からぼたもち
「棚からぼたもち」（たなからぼたもち）は、舞祭組の楽曲で、デビューシングル。2013年12月13日にavex traxから発売された。プロデューサーは中居正広が担当。

## 概要
- 初回限定盤A、初回限定盤B、通常盤、キスマイSHOP盤（全4種）の7形態でのリリースとなる。初回限定盤Aには表題曲「棚からぼたもち」のミュージックビデオとそのメイキングが収録したDVDが付属され、通常盤の初回仕様はピクチャーレーベルとなっておりミニ写真集（全2種類中1種封入）が付属され、キスマイSHOP盤には4形態もあり、それぞれのジャケットデザイン、ピクチャーレーベル、B2サイズソロポスターには各メンバーのソロとなっている。
- 発売日は、従来新譜がリリースされる水曜日ではなく、金曜日であった（発売日は13日の金曜日）[2]。
- 中居がSMAPや自身のソロ曲以外で他のアーティストの楽曲を提供するのは今作が初めてである[3]。なお名義は普段使用する「N.マッピー」ではなく「なかいさん」になっている。
- 歌詞の中には、ユニットに参加していない3人の名前を略したワード（キタ＝北山、ガヤ＝藤ヶ谷、タマ＝玉森）が合いの手としてある。
- PVの企画および監督も中居が務めており、テーマは「(Kis-My-Ft2の)後ろの4人の心の叫び」、「無様だろうと必死でやることのカッコよさ」をテーマに制作された。メンバーの4人は、リクルートスーツを着たサラリーマンの設定で登場する。PVには中居、北山、藤ヶ谷、玉森も出演している[4]。
- 歌詞カード並びに音楽番組における歌詞のクレジットで使用される文字は、メンバーの自筆である。このような歌詞の表示は、舞祭組の「やっちゃった!!」までがこの方法である。曲例外として、2014年3月10日に放送された『震災から3年 "明日へ"コンサート』では直筆ではなく明朝体で表示された。

## チャート成績
- 2013年12月12日付のオリコンデイリーチャートで約7.1万枚を売り上げ1位を獲得した。同年12月23日付のオリコン週間チャートでは13.3万枚を売り上げ2位を獲得した[2]。その後も5週連続トップ10に入るなどロングヒットし、累計売上は20万枚を超えている。

## 収録曲

### CD
1. 棚からぼたもち
作詞・作曲・編曲：なかいさん，宮下兄弟
2. 棚からぼたもち（カラオケ）

### DVD
※初回生産限定盤Aのみ
1. 棚からぼたもち（MUSIC VIDEO）
2. 棚からぼたもち（Making Movie）

## 収録アルバム
- Kis-My-Journey
- KIS-MY-WORLD（初回生産限定盤A）
  - ライブバージョンを収録。
- 舞祭組の、わっ!
- BEST of Kis-My-Ft2（初回盤B）